# Friede von Konstanz

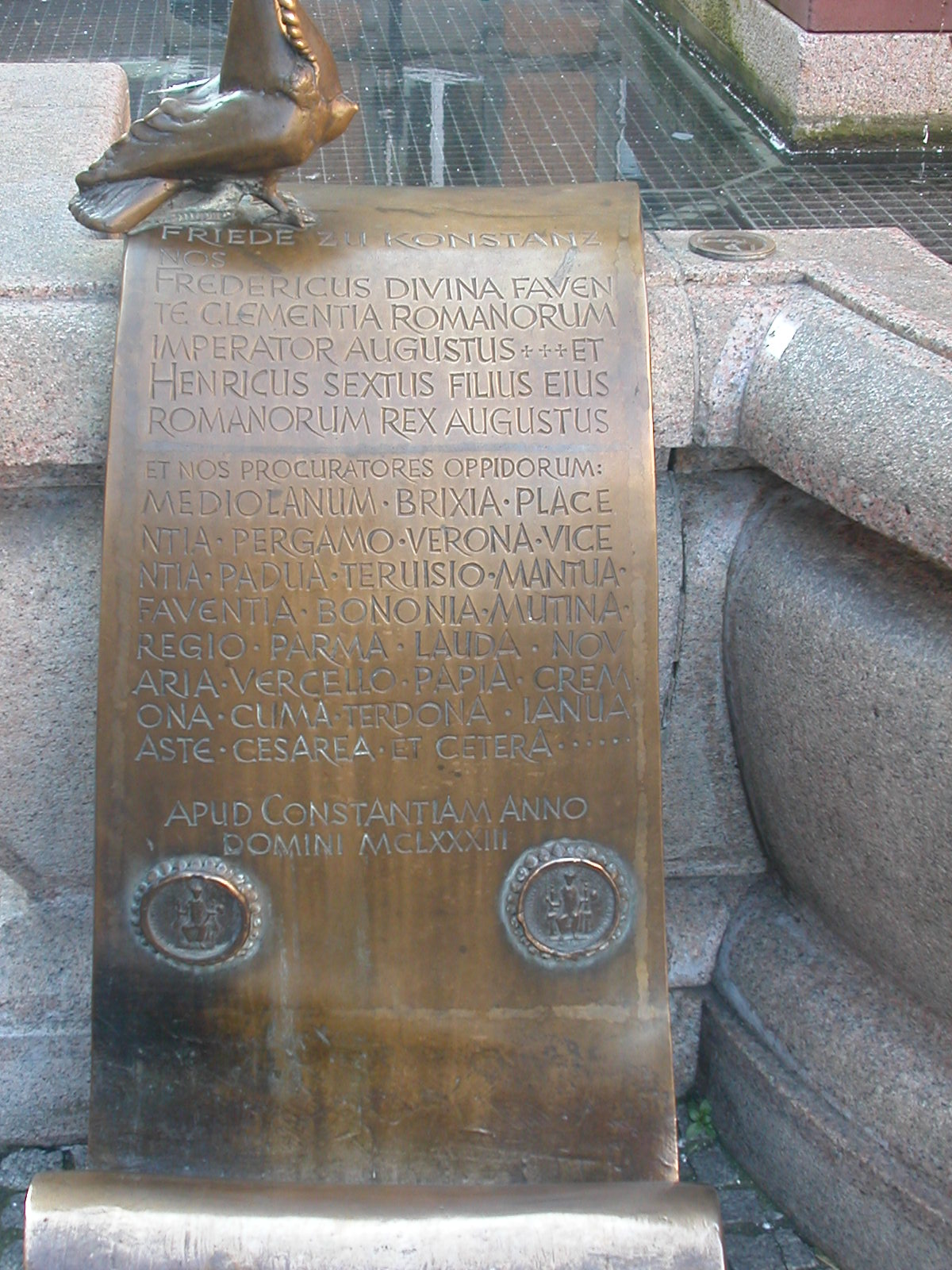
Friedensurkunde am Kaiserbrunnen

Der Friede von Konstanz ist ein im Jahr 1183 zwischen dem römisch-deutschen Kaiser Friedrich I. Barbarossa und den oberitalienischen Städten des Lombardenbundes in Konstanz geschlossener Friedensvertrag.
Der Vertrag war eine abschließende schriftliche Fixierung von bereits im Rahmen des Friedens von Venedig 1177 zwischen dem Kaiser und dem Lombardenbund getroffenen Vereinbarungen. Der Bund sowie das Recht der Kommunen, Bündnisse zu schließen, wurde vom Kaiser anerkannt. Den Städten wurden die noch während des Reichstags von Roncaglia 1158 vom Kaiser so vehement eingeforderten Regalien gegen einmalige oder jährliche Zahlungen überlassen. Damit wurde die kommunale Verfassung in Reichsitalien vom Kaiser akzeptiert, nachdem alle Versuche Friedrichs, diese Sonderentwicklung aufzuhalten, gescheitert waren. Die Kommunen genossen nun eine privilegierte Rechtsstellung. Im Gegenzug verpflichteten sie sich zur Heerfolge und akzeptierten, dass die von ihnen gewählten Konsuln formal von kaiserlichen Beauftragten eingesetzt wurden und einen Treueeid leisten mussten. In schwerwiegenden Fällen konnte zudem an den Kaiser als obersten Gerichtsherren appelliert werden.
Die Kommunen wurden mit dem Vertrag als selbständiges Rechtssubjekt wahrgenommen und ihre Verfassung, die auf Selbstregierung und eine relativ starke Autonomie ausgelegt war, vom Kaiser legitimiert. Dies war neuartig und stellt die Besonderheit des Friedensvertrags dar, zumal die kommunalen Herrschaften nicht aristokratisch, sondern genossenschaftlich geprägt waren. Damit wurde der Lombardenbund als Dauereinrichtung legitimiert.
Die Friedensurkunde wurde 1990 in Bronze gegossen und kann am Konstanzer Kaiserbrunnen auf der Marktstätte bewundert werden.